# Brandon Coupe
Brandon Coupe (ur. 11 kwietnia 1972 w Roseville) – amerykański tenisista.

## Kariera tenisowa
Karierę tenisową Coupe rozpoczął w 1994 roku, a zakończył w 2007 roku.
Specjalizował się w grze podwójnej, w której odnosił swoje największe sukcesy. Zwyciężył w jednym turnieju rangi ATP World Tour oraz doszedł do dwóch finałów. Startując w deblowych zawodach wielkoszlemowych najdalej doszedł do ćwierćfinału podczas US Open 2002. Coupe tworzył wówczas parę z Devinem Bowenem.
W rankingu gry pojedynczej Coupe najwyżej był na 673. miejscu (30 stycznia 1995), a w klasyfikacji gry podwójnej na 62. pozycji (10 maja 1999).

### Finały w turniejach ATP World Tour
| Nazwa                              |
| ---------------------------------- |
| Wielki Szlem                       |
| Igrzyska olimpijskie               |
| ATP World Tour World Championships |
| ATP Masters Series                 |
| ATP Championships Series           |
| ATP World Series                   |

#### Gra podwójna (1–2)
| Końcowy wynik | Nr | Data             | Turniej     | Nawierzchnia | Partner      | Przeciwnicy                       | Wynik finału |
| ------------- | -- | ---------------- | ----------- | ------------ | ------------ | --------------------------------- | ------------ |
| Finalista     | 1. | 10 sierpnia 1997 | San Marino  | Ceglana      | David Roditi | Cristian Brandi Filippo Messori   | 5:7, 4:6     |
| Zwycięzca     | 1. | 14 czerwca 1998  | Bolonia     | Ceglana      | Paul Rosner  | Giorgio Galimberti Massimo Valeri | 7:6, 6:3     |
| Finalista     | 2. | 30 sierpnia 1998 | Long Island | Twarda       | Dave Randall | Julián Alonso Javier Sánchez      | 4:6, 4:6     |